# Stefan Reuter
Stefan Reuter (Dinkelsbühl, 16 ottobre 1966) è un dirigente sportivo ed ex calciatore tedesco, di ruolo difensore, dirigente dell'Augusta. Campione del Mondo nel 1990 e campione d'Europa nel 1996 con la nazionale tedesca.

## Caratteristiche tecniche
Grazie a caratteristiche quali forza, velocità e recupero sull'avversario, rese al meglio soprattutto come terzino fluidificante, o in alternativa come esterno di centrocampo, in entrambi i casi sulla fascia destra. Ricoprì all'occorrenza anche le posizioni di difensore centrale e libero, quest'ultimo il suo ruolo originario, e più raramente (e con minor successo) di mediano.

## Carriera

### Giocatore

#### Club
Cresciuto calcisticamente nella formazione locale del TSV 1860 Dinkelsbühl, si trasferì nel 1982 nelle giovanili del Norimberga, e dopo aver compiuto diciotto anni come richiedevano i regolamenti della Federazione tedesca, esordì nel 1984 nella prima squadra che disputava la Zweite Bundesliga. Rimase a Norimberga fino al 1988, conquistando nel 1985 la promozione nella Bundesliga e nell'ultimo anno la qualificazione alla Coppa UEFA, totalizzando complessivamente con il Club 100 presenze e 10 gol in campionato.

Reuter (a destra) in azione al Bayern Monaco nel 1989, in marcatura sul napoletano Careca nella semifinale di andata della Coppa UEFA.

Si trasferì quindi al Bayern Monaco. In Baviera giocò dalla stagione 1988-1989 al 1990-1991, con la conquista di due titoli nazionali e di una Supercoppa di Germania (1990), concludendo il suo triennio ai Roten con 95 presenze e 4 gol.
Nella stagione 1991-1992 approdò in Italia, acquistato dalla Juventus per 4,6 miliardi di lire, assieme al compagno di squadra Jürgen Kohler. A differenza di quest'ultimo, il quale diverrà uno dei punti fermi dei bianconeri nella prima metà degli anni 1990, Reuter mostrò a Torino un rendimento incostante, a causa di vari infortuni nonché incomprensioni tattiche con l'allenatore Giovanni Trapattoni (il quale ne snaturò le qualità preferendo impiegarlo in mediana), facendo sì che non proseguisse oltre questa unica stagione la sua esperienza in Serie A, dove disputò 28 partite.
Tornò allora in Germania, stavolta al Borussia Dortmund in cui militò per il resto della sua carriera. Dalla stagione 1992-1993 fino al ritiro, avvenuto al termine del campionato 2003-2004, giocò in maglia giallonera 307 incontri segnando 11 gol nella Bundesliga, che vinse in tre occasioni (1994-1995, 1995-1996 e 2001-2002). In campo internazionale prese parte anche alle affermazioni della squadra nel 1997 in Champions League e Coppa Intercontinentale.

#### Nazionale
Con la nazionale tedesca partecipò ai Mondiali di Italia 1990 e Francia 1998, e agli Europei di Svezia 1992 e Inghilterra 1996, vincendo nelle rispettive edizioni del 1990 e del 1996 e piazzandosi al secondo posto nel 1992. Con le maglie di Germania Ovest prima e Germania poi, totalizzò 69 presenze e 2 gol tra il 1987 e il 1998. Vinse inoltre con la rappresentativa tedesco-occidentale Under-16 gli Europei di categoria nel 1984.

### Dirigente
Dopo la conclusione dell'attività agonistica, Reuter rimase dal 2004 al 2005 al Borussia Dortmund come assistente della dirigenza nel settore marketing. Dal 2006 al 2009 ricoprì poi la carica di direttore sportivo nel Monaco 1860. Dal 2012 è dirigente dell'Augusta.

## Statistiche

### Cronologia presenze e reti in nazionale
| Cronologia completa delle presenze e delle reti in nazionale ― Germania Ovest | Cronologia completa delle presenze e delle reti in nazionale ― Germania Ovest | Cronologia completa delle presenze e delle reti in nazionale ― Germania Ovest | Cronologia completa delle presenze e delle reti in nazionale ― Germania Ovest | Cronologia completa delle presenze e delle reti in nazionale ― Germania Ovest | Cronologia completa delle presenze e delle reti in nazionale ― Germania Ovest | Cronologia completa delle presenze e delle reti in nazionale ― Germania Ovest | Cronologia completa delle presenze e delle reti in nazionale ― Germania Ovest |
| Data                                                                          | Città                                                                         | In casa                                                                       | Risultato                                                                     | Ospiti                                                                        | Competizione                                                                  | Reti                                                                          | Note                                                                          |
| ----------------------------------------------------------------------------- | ----------------------------------------------------------------------------- | ----------------------------------------------------------------------------- | ----------------------------------------------------------------------------- | ----------------------------------------------------------------------------- | ----------------------------------------------------------------------------- | ----------------------------------------------------------------------------- | ----------------------------------------------------------------------------- |
| 18-4-1987                                                                     | Colonia                                                                       | Germania Ovest                                                                | 0 – 0                                                                         | Italia                                                                        | Amichevole                                                                    | -                                                                             | 63’                                                                           |
| 12-8-1987                                                                     | Berlino Ovest                                                                 | Germania Ovest                                                                | 2 – 1                                                                         | Francia                                                                       | Amichevole                                                                    | -                                                                             | 67’                                                                           |
| 9-9-1987                                                                      | Düsseldorf                                                                    | Germania                                                                      | 3 – 1                                                                         | Inghilterra                                                                   | Amichevole                                                                    | -                                                                             | 61’                                                                           |
| 23-9-1987                                                                     | Amburgo                                                                       | Germania                                                                      | 1 – 0                                                                         | Danimarca                                                                     | Amichevole                                                                    | -                                                                             |                                                                               |
| 18-11-1987                                                                    | Budapest                                                                      | Ungheria                                                                      | 0 – 0                                                                         | Germania Ovest                                                                | Amichevole                                                                    | -                                                                             |                                                                               |
| 12-12-1987                                                                    | Brasilia                                                                      | Brasile                                                                       | 1 – 1                                                                         | Germania Ovest                                                                | Amichevole                                                                    | 1                                                                             |                                                                               |
| 16-12-1987                                                                    | Buenos Aires                                                                  | Argentina                                                                     | 1 – 0                                                                         | Brasile                                                                       | Amichevole                                                                    | -                                                                             | 65’                                                                           |
| 31-3-1988                                                                     | Berlino Ovest                                                                 | Germania Ovest                                                                | 1 – 1 dts (2 – 4 dtr)                                                         | Svezia                                                                        | Amichevole                                                                    | -                                                                             | 75’                                                                           |
| 27-4-1988                                                                     | Kaiserslautern                                                                | Germania Ovest                                                                | 1 – 0                                                                         | Svizzera                                                                      | Amichevole                                                                    | -                                                                             | 67’                                                                           |
| 21-9-1988                                                                     | Düsseldorf                                                                    | Germania Ovest                                                                | 1 – 0                                                                         | Unione Sovietica                                                              | Amichevole                                                                    | -                                                                             |                                                                               |
| 26-4-1989                                                                     | Rotterdam                                                                     | Paesi Bassi                                                                   | 1 – 1                                                                         | Germania Ovest                                                                | Qual. Mondiali 1990                                                           | -                                                                             |                                                                               |
| 31-5-1989                                                                     | Cardiff                                                                       | Galles                                                                        | 0 – 0                                                                         | Germania Ovest                                                                | Qual. Mondiali 1990                                                           | -                                                                             |                                                                               |
| 6-9-1989                                                                      | Dublino                                                                       | Irlanda                                                                       | 1 – 1                                                                         | Germania Ovest                                                                | Amichevole                                                                    | -                                                                             |                                                                               |
| 4-10-1989                                                                     | Dortmund                                                                      | Germania Ovest                                                                | 6 – 1                                                                         | Finlandia                                                                     | Qual. Mondiali 1990                                                           | -                                                                             |                                                                               |
| 15-11-1989                                                                    | Colonia                                                                       | Germania Ovest                                                                | 2 – 1                                                                         | Galles                                                                        | Qual. Mondiali 1990                                                           | -                                                                             |                                                                               |
| 30-5-1990                                                                     | Gelsenkirchen                                                                 | Germania Ovest                                                                | 1 – 0                                                                         | Danimarca                                                                     | Amichevole                                                                    | -                                                                             | 77’                                                                           |
| 10-6-1990                                                                     | Milano                                                                        | Germania Ovest                                                                | 4 – 1                                                                         | Jugoslavia                                                                    | Mondiali 1990 - 1º turno                                                      | -                                                                             |                                                                               |
| 15-6-1990                                                                     | Milano                                                                        | Germania                                                                      | 5 – 1                                                                         | Emirati Arabi Uniti                                                           | Mondiali 1990 - 1º turno                                                      | -                                                                             |                                                                               |
| 19-6-1990                                                                     | Milano                                                                        | Colombia                                                                      | 1 – 1                                                                         | Germania                                                                      | Mondiali 1990 - 1º turno                                                      | -                                                                             |                                                                               |
| 24-6-1990                                                                     | Milano                                                                        | Germania                                                                      | 2 – 1                                                                         | Paesi Bassi                                                                   | Mondiali 1990 - Ottavi di finale                                              | -                                                                             |                                                                               |
| 4-7-1990                                                                      | Torino                                                                        | Germania                                                                      | 1 – 1 dts (4 – 3 dtr)                                                         | Inghilterra                                                                   | Mondiali 1990 - Semifinale                                                    | -                                                                             | 67’                                                                           |
| 8-7-1990                                                                      | Roma                                                                          | Germania                                                                      | 1 – 0                                                                         | Argentina                                                                     | Mondiali 1990 - Finale                                                        | -                                                                             | 74’                                                                           |
| 29-8-1990                                                                     | Lisbona                                                                       | Portogallo                                                                    | 1 – 1                                                                         | Germania                                                                      | Amichevole                                                                    | -                                                                             |                                                                               |
| Totale                                                                        |                                                                               | Presenze                                                                      | 23                                                                            |                                                                               | Reti                                                                          | 1                                                                             |                                                                               |

| Cronologia completa delle presenze e delle reti in nazionale ― Germania | Cronologia completa delle presenze e delle reti in nazionale ― Germania | Cronologia completa delle presenze e delle reti in nazionale ― Germania | Cronologia completa delle presenze e delle reti in nazionale ― Germania | Cronologia completa delle presenze e delle reti in nazionale ― Germania | Cronologia completa delle presenze e delle reti in nazionale ― Germania | Cronologia completa delle presenze e delle reti in nazionale ― Germania | Cronologia completa delle presenze e delle reti in nazionale ― Germania |
| Data                                                                    | Città                                                                   | In casa                                                                 | Risultato                                                               | Ospiti                                                                  | Competizione                                                            | Reti                                                                    | Note                                                                    |
| ----------------------------------------------------------------------- | ----------------------------------------------------------------------- | ----------------------------------------------------------------------- | ----------------------------------------------------------------------- | ----------------------------------------------------------------------- | ----------------------------------------------------------------------- | ----------------------------------------------------------------------- | ----------------------------------------------------------------------- |
| 19-12-1990                                                              | Stoccarda                                                               | Germania                                                                | 4 – 0                                                                   | Svizzera                                                                | Amichevole                                                              | -                                                                       |                                                                         |
| 27-3-1991                                                               | Francoforte sul Meno                                                    | Germania                                                                | 2 – 1                                                                   | Unione Sovietica                                                        | Amichevole                                                              | 1                                                                       |                                                                         |
| 1-5-1991                                                                | Hannover                                                                | Germania                                                                | 1 – 0                                                                   | Belgio                                                                  | Qual. Euro 1992                                                         | -                                                                       |                                                                         |
| 5-6-1991                                                                | Cardiff                                                                 | Galles                                                                  | 1 – 0                                                                   | Germania                                                                | Qual. Euro 1992                                                         | -                                                                       |                                                                         |
| 16-10-1991                                                              | Norimberga                                                              | Germania                                                                | 4 – 1                                                                   | Galles                                                                  | Qual. Euro 1992                                                         | -                                                                       |                                                                         |
| 20-11-1991                                                              | Bruxelles                                                               | Belgio                                                                  | 0 – 1                                                                   | Germania                                                                | Qual. Euro 1992                                                         | -                                                                       |                                                                         |
| 18-12-1991                                                              | Leverkusen                                                              | Germania                                                                | 4 – 0                                                                   | Lussemburgo                                                             | Qual. Euro 1992                                                         | -                                                                       |                                                                         |
| 25-3-1992                                                               | Torino                                                                  | Italia                                                                  | 1 – 0                                                                   | Germania                                                                | Amichevole                                                              | -                                                                       |                                                                         |
| 2-6-1992                                                                | Brema                                                                   | Germania                                                                | 1 – 1                                                                   | Irlanda del Nord                                                        | Amichevole                                                              | -                                                                       |                                                                         |
| 12-6-1992                                                               | Norrköping                                                              | Germania                                                                | 1 – 1                                                                   | Comunità degli Stati Indipendenti                                       | Euro 1992 - 1º turno                                                    | -                                                                       | 64’                                                                     |
| 15-6-1992                                                               | Norrköping                                                              | Scozia                                                                  | 0 – 2                                                                   | Germania                                                                | Euro 1992 - 1º turno                                                    | -                                                                       | 68’ 75’                                                                 |
| 21-6-1992                                                               | Stoccolma                                                               | Svezia                                                                  | 2 – 3                                                                   | Germania                                                                | Euro 1992 - Semifinale                                                  | -                                                                       | 43’                                                                     |
| 26-6-1992                                                               | Göteborg                                                                | Danimarca                                                               | 2 – 0                                                                   | Germania                                                                | Euro 1992 - Finale                                                      | -                                                                       | 56’                                                                     |
| 9-9-1992                                                                | Copenaghen                                                              | Danimarca                                                               | 1 – 2                                                                   | Germania                                                                | Amichevole                                                              | -                                                                       |                                                                         |
| 18-11-1992                                                              | Norimberga                                                              | Germania                                                                | 0 – 0                                                                   | Austria                                                                 | Amichevole                                                              | -                                                                       |                                                                         |
| 12-10-1994                                                              | Budapest                                                                | Ungheria                                                                | 0 – 0                                                                   | Germania                                                                | Amichevole                                                              | -                                                                       | 46’                                                                     |
| 16-11-1994                                                              | Tirana                                                                  | Albania                                                                 | 1 – 2                                                                   | Germania                                                                | Qual. Euro 1996                                                         | -                                                                       |                                                                         |
| 14-12-1994                                                              | Chișinău                                                                | Moldavia                                                                | 0 – 3                                                                   | Germania                                                                | Qual. Euro 1996                                                         | -                                                                       |                                                                         |
| 18-12-1994                                                              | Kaiserslautern                                                          | Germania                                                                | 2 – 1                                                                   | Albania                                                                 | Qual. Euro 1996                                                         | -                                                                       |                                                                         |
| 29-3-1995                                                               | Tbilisi                                                                 | Georgia                                                                 | 0 – 2                                                                   | Germania                                                                | Qual. Euro 1996                                                         | -                                                                       | 28’                                                                     |
| 26-4-1995                                                               | Düsseldorf                                                              | Germania                                                                | 1 – 1                                                                   | Galles                                                                  | Qual. Euro 1996                                                         | -                                                                       |                                                                         |
| 7-6-1995                                                                | Sofia                                                                   | Bulgaria                                                                | 3 – 2                                                                   | Germania                                                                | Qual. Euro 1996                                                         | -                                                                       | 26’                                                                     |
| 21-6-1995                                                               | Zurigo                                                                  | Italia                                                                  | 0 – 2                                                                   | Germania                                                                | Torneo del Centenario della Federazione Svizzera                        | -                                                                       |                                                                         |
| 23-6-1995                                                               | Berna                                                                   | Svizzera                                                                | 1 – 2                                                                   | Germania                                                                | Torneo del Centenario della Federazione Svizzera                        | -                                                                       |                                                                         |
| 15-11-1995                                                              | Berlino                                                                 | Germania                                                                | 3 – 1                                                                   | Bulgaria                                                                | Qual. Euro 1996                                                         | -                                                                       | 87’                                                                     |
| 15-12-1995                                                              | Johannesburg                                                            | Sudafrica                                                               | 0 – 0                                                                   | Germania                                                                | Amichevole                                                              | -                                                                       |                                                                         |
| 27-3-1996                                                               | Monaco di Baviera                                                       | Germania                                                                | 2 – 0                                                                   | Danimarca                                                               | Amichevole                                                              | -                                                                       | 46’                                                                     |
| 24-4-1996                                                               | Rotterdam                                                               | Paesi Bassi                                                             | 0 – 1                                                                   | Germania                                                                | Amichevole                                                              | -                                                                       |                                                                         |
| 1-6-1996                                                                | Stoccarda                                                               | Germania                                                                | 0 – 1                                                                   | Francia                                                                 | Amichevole                                                              | -                                                                       |                                                                         |
| 4-6-1996                                                                | Mannheim                                                                | Germania                                                                | 9 – 1                                                                   | Liechtenstein                                                           | Amichevole                                                              | -                                                                       | 76’                                                                     |
| 9-6-1996                                                                | Manchester                                                              | Germania                                                                | 2 – 0                                                                   | Rep. Ceca                                                               | Euro 1996 - 1º turno                                                    | -                                                                       | 14’                                                                     |
| 16-6-1996                                                               | Manchester                                                              | Germania                                                                | 3 – 0                                                                   | Russia                                                                  | Euro 1996 - 1º turno                                                    | -                                                                       |                                                                         |
| 23-6-1996                                                               | Manchester                                                              | Germania                                                                | 2 – 1                                                                   | Croazia                                                                 | Euro 1996 - Quarti di finale                                            | -                                                                       |                                                                         |
| 26-6-1996                                                               | Londra                                                                  | Inghilterra                                                             | 1 – 1 dts (5 – 6 dtr)                                                   | Germania                                                                | Euro 1996 - Semifinale                                                  | -                                                                       | 46’                                                                     |
| 4-9-1996                                                                | Danzica                                                                 | Polonia                                                                 | 0 – 2                                                                   | Germania                                                                | Amichevole                                                              | -                                                                       | 79’                                                                     |
| 9-10-1996                                                               | Erevan                                                                  | Armenia                                                                 | 1 – 5                                                                   | Germania                                                                | Qual. Mondiali 1998                                                     | -                                                                       |                                                                         |
| 9-11-1996                                                               | Norimberga                                                              | Germania                                                                | 1 – 1                                                                   | Irlanda del Nord                                                        | Qual. Mondiali 1998                                                     | -                                                                       | 88’                                                                     |
| 14-12-1996                                                              | Lisbona                                                                 | Portogallo                                                              | 0 – 0                                                                   | Germania                                                                | Qual. Mondiali 1998                                                     | -                                                                       |                                                                         |
| 2-4-1997                                                                | Granada                                                                 | Albania                                                                 | 2 – 3                                                                   | Germania                                                                | Qual. Mondiali 1998                                                     | -                                                                       | 61’                                                                     |
| 6-9-1997                                                                | Berlino                                                                 | Germania                                                                | 1 – 1                                                                   | Portogallo                                                              | Qual. Mondiali 1998                                                     | -                                                                       | 46’                                                                     |
| 11-10-1997                                                              | Hannover                                                                | Germania                                                                | 4 – 3                                                                   | Albania                                                                 | Qual. Mondiali 1998                                                     | -                                                                       | 69’                                                                     |
| 18-2-1998                                                               | Mascate                                                                 | Oman                                                                    | 0 – 2                                                                   | Germania                                                                | Amichevole                                                              | -                                                                       | 46’                                                                     |
| 22-4-1998                                                               | Colonia                                                                 | Germania                                                                | 1 – 0                                                                   | Nigeria                                                                 | Amichevole                                                              | -                                                                       | 46’                                                                     |
| 30-5-1998                                                               | Francoforte                                                             | Germania                                                                | 3 – 1                                                                   | Colombia                                                                | Amichevole                                                              | -                                                                       | Ammonizione                                                             |
| 5-6-1998                                                                | Mannheim                                                                | Germania                                                                | 7 – 0                                                                   | Lussemburgo                                                             | Amichevole                                                              | -                                                                       | 74’                                                                     |
| 15-6-1998                                                               | Parigi                                                                  | Germania                                                                | 2 – 0                                                                   | Stati Uniti                                                             | Mondiali 1998 - 1º turno                                                | -                                                                       | 68’                                                                     |
| Totale                                                                  |                                                                         | Presenze                                                                | 46                                                                      |                                                                         | Reti                                                                    | 1                                                                       |                                                                         |

## Palmarès

Kohler, Augenthaler e Reuter festeggiano il trionfo della al.

### Club

#### Competizioni nazionali
- Campionato tedesco di seconda divisione: 1

Norimberga: 1984-1985
- Campionato tedesco: 5

Bayern Monaco: 1988-1989, 1989-1990
Borussia Dortmund: 1994-1995, 1995-1996, 2001-2002
- Supercoppa di Germania: 3

Bayern Monaco: 1990
Borussia Dortmund: 1995, 1996

#### Competizioni internazionali
- UEFA Champions League: 1

Borussia Dortmund: 1996-1997
- Coppa Intercontinentale: 1

Borussia Dortmund: 1997

### Nazionale
- Campionato mondiale: 1

Germania Ovest: Italia 1990
- Campionato d'Europa: 1

Germania: Inghilterra 1996